# Конти, Николас
Николас Конти (1904—1990) — уругвайский футболист.

## Карьера

### Клубная карьера
Конти первоначально играл на позиции правого вингера или правого нападающего. Позже, во второй половине 1920-х годов, он переместился на позицию, которая соответствуют сегодняшнему амплуа атакующего полузащитника. С 1929 года и до конца своей карьеры он был левым нападающим.
Конти первоначально играл за клуб «Сан-Карлос» в конце 1910-х годов. Затем он выступал за «Монтевидео Уондерерс», по крайней мере, с 1923 по 1929 год и в 1931 году. В течение этого периода «Уондерерс» выиграли чемпионат 1923 года, организованный Федерацией футбола Уругвая — ФУФ (в то время в уругвайском футболе проводилось два параллельных чемпионата), клуб выступал под названием «Атлетико Уондерерс». В 1924 году клуб стал вице-чемпионом турнира. В том же году команда выиграла Кубок Альдао. В 1931 году Конти получил титул чемпиона Уругвая с «Уондерерс», тогда чемпионат проходил под эгидой Уругвайской футбольной ассоциации. В общей сложности он провёл 152 игры за «Уондерерс» и забил 42 гола. Ему пришлось закончить свою карьеру из-за травмы.

### Национальная сборная
Конти, который уже вызывался в сборную ФУФ, а также в основную сборную Уругвая. Он был в составе команды на чемпионате Южной Америки 1926 года в Чили, где Уругвай выиграл чемпионский титул. Однако, он не играл в ходе турнира. В 1927 году он сыграл в товарищеских матчах сборной против чилийского клуба «Коло-Коло».

## Достижения
- Чемпион Уругвая: 1923 (ФУФ), 1931
- Чемпион Южной Америки: 1926